# Why Change Your Wife?
 Why Change Your Wife? és una comèdia dirigida per Cecil B. DeMille, estrenada el 1920.

## Argument
Robert Gordon està cansat de la rutina en la qual ha caigut el seu matrimoni. La seva esposa no deixa de fer-li veure els seus defectes, mentre que ella no fa res per estar atractiva per a ell. No és estrany, per tant, que Robert es deixi seduir per una vella coneguda amb qui acaba de retrobar-se a la botiga de moda on ella treballa com a model.

## Repartiment
- Gloria Swanson: Beth Gordon
- Thomas Meighan: Robert Gordon
- Bebe Daniels: Sally Clark
- Theodore Kosloff: Radinioff
- Sylvia Ashton: Tia Kate
- Clarence Geldart: El doctor
- Mayme Kelso: Harriette
- Lucien Littlefield: Amo d'hotel
- Edna Mae Cooper: La minyona
- Jane Wolfe: La clienta
- William Boyd: no surt als crèdits
- Julia Faye: no surt als crèdits